# Teramo Calcio 2002-2003

## Rosa
| N. |                    | Ruolo | Calciatore                  |
| -- | ------------------ | ----- | --------------------------- |
|    | Italia (bandiera)  | P     | Diego Favazza               |
|    | Italia (bandiera)  | P     | Ermanno Fumagalli           |
|    | Italia (bandiera)  | P     | Roberto Mancinelli          |
|    | Italia (bandiera)  | D     | Marco Arno                  |
|    | Italia (bandiera)  | D     | Moris Carrozzieri           |
|    | Italia (bandiera)  | D     | Massimo Castelli (Capitano) |
|    | Italia (bandiera)  | D     | Mauro Facci                 |
|    | Italia (bandiera)  | D     | Morris Molinari             |
|    | Nigeria (bandiera) | D     | Jero Shakpoke               |
|    | Italia (bandiera)  | D     | Francesco Vincenti          |
|    | Italia (bandiera)  | D     | Danilo Vitali               |
|    | Italia (bandiera)  | C     | Stefano Bagalini            |
|    | Italia (bandiera)  | C     | Mattia Biso                 |

| N. |                    | Ruolo | Calciatore          |
| -- | ------------------ | ----- | ------------------- |
|    | Italia (bandiera)  | C     | Francesco Candido   |
|    | Italia (bandiera)  | C     | Gianluca De Angelis |
|    | Italia (bandiera)  | C     | Stefano De Angelis  |
|    | Italia (bandiera)  | C     | Davide Faieta       |
|    | Italia (bandiera)  | C     | Alessandro Manni    |
|    | Italia (bandiera)  | C     | Marco Marchetti     |
|    | Marocco (bandiera) | A     | Abdellah Boudouma   |
|    | Italia (bandiera)  | A     | Simone Cavalli      |
|    | Italia (bandiera)  | A     | Fabio Martelli      |
|    | Italia (bandiera)  | A     | Daniele Morante     |
|    | Italia (bandiera)  | A     | Simone Motta        |
|    | Italia (bandiera)  | A     | Simone Pepe         |
|    | Italia (bandiera)  | A     | Emanuele Verdesca   |

## Risultati

### Campionato

#### Girone di andata
| 1º settembre 2002 1ª giornata | Teramo | 3 – 3 | Sora |  |

| 8 settembre 2002 2ª giornata | Taranto | 0 – 0 | Teramo |  |

| 15 settembre 2002 3ª giornata | Teramo | 3 – 1 | Viterbese |  |

| 22 settembre 2002 4ª giornata | Pescara | 3 – 3 | Teramo |  |

| 29 settembre 2002 5ª giornata | Teramo | 1 – 1 | Sambenedettese |  |

| 6 ottobre 2002 6ª giornata | Teramo | 4 – 1 | Fermana |  |

| 13 ottobre 2002 7ª giornata | Paternò | 0 – 0 | Teramo |  |

| 20 ottobre 2002 8ª giornata | Teramo | 1 – 0 | L'Aquila |  |

| 27 ottobre 2002 9ª giornata | Martina | 2 – 2 | Teramo |  |

| 3 novembre 2002 10ª giornata | Teramo | 4 – 1 | Giulianova |  |

| 10 novembre 2002 11ª giornata | Torres | 1 – 2 | Teramo |  |

| 17 novembre 2002 12ª giornata | Teramo | 2 – 1 | Chieti |  |

| 24 novembre 2002 13ª giornata | Avellino | 1 – 2 | Teramo |  |

| 1º dicembre 2002 14ª giornata | Crotone | 2 – 0 | Teramo |  |

| 8 dicembre 2002 15ª giornata | Teramo | 2 – 2 | Vis Pesaro |  |

| 15 dicembre 2002 16ª giornata | Sporting Benevento | 1 – 1 | Teramo |  |

| 22 dicembre 2002 17ª giornata | Teramo | 4 – 1 | Lanciano |  |

#### Girone di ritorno
| 5 gennaio 2003 18ª giornata | Sora | 2 – 2 | Teramo |  |

| 12 gennaio 2003 19ª giornata | Teramo | 2 – 1 | Taranto |  |

| 19 gennaio 2003 20ª giornata | Viterbese | 1 – 0 | Teramo |  |

| 26 gennaio 2003 21ª giornata | Teramo | 1 – 1 | Pescara |  |

| 2 febbraio 2003 22ª giornata | Sambenedettese | 1 – 3 | Teramo |  |

| 9 febbraio 2003 23ª giornata | Fermana | 0 – 2 | Teramo |  |

| 16 febbraio 2003 24ª giornata | Teramo | 2 – 2 | Paternò |  |

| 2 marzo 2003 25ª giornata | L'Aquila | 2 – 2 | Teramo |  |

| 9 marzo 2003 26ª giornata | Teramo | 3 – 2 | Martina |  |

| 16 marzo 2003 27ª giornata | Giulianova | 0 – 1 | Teramo |  |

| 23 marzo 2003 28ª giornata | Teramo | 1 – 1 | Torres |  |

| 30 marzo 2003 29ª giornata | Chieti | 1 – 0 | Teramo |  |

| 13 aprile 2003 30ª giornata | Teramo | 3 – 1 | Avellino |  |

| 19 aprile 2003 31ª giornata | Teramo | 1 – 0 | Crotone |  |

| 27 aprile 2003 32ª giornata | Vis Pesaro | 1 – 0 | Teramo |  |

| 4 maggio 2003 33ª giornata | Teramo | 0 – 1 | Sporting Benevento |  |

| 11 maggio 2003 34ª giornata | Lanciano | 2 – 1 | Teramo |  |